# Outrage au parlement
Dans le contexte d'un régime parlementaire, on qualifie d'outrage au parlement  tout acte ou toute omission allant à l'encontre de l'autorité ou de la dignité du Parlement. La législation canadienne par exemple précise encore, concernant ce sujet: « y compris la désobéissance à la volonté de la Chambre ou la diffamation à son endroit ou à l'endroit des députés ».
Les conditions d'un outrage au parlement et les sanctions contre une telle offense varient d'un pays à l'autre. Au Canada, un outrage au parlement peut éventuellement mener à l'emprisonnement.

## Outrage au parlement dans le monde

### Canada
Au printemps 2011, la dissolution précipitée de la Chambre des communes du Canada par le Gouverneur général est la conséquence de l'adoption d'une motion de défiance à l'encontre du gouvernement minoritaire conservateur dirigé par le premier ministre Stephen Harper pour outrage au parlement.